# Fokker T.IV
Fokker T.IV – holenderski wodnosamolot zwiadowczy i torpedowy z okresu II wojny światowej. 

## Historia
W 1926 roku na zamówienie holenderskiego lotnictwa marynarki wojennej (hol. Marine Luchtvaartdienst) w wytwórni Fokker opracowano projekt wodnosamolotu zwiadowczego i torpedowego przeznaczonego dla służby w Holenderskich Indiach Wschodnich. 
Prototyp samolotu, który został oznaczony jako T.IV został oblatany w dniu 7 czerwca 1927 roku i po przejściu prób lotnictwo marynarki wojennej zamówiło serię 12 samolotów tego typu, które wyprodukowano w latach 1927 – 1930. Samoloty były wyposażone w silniki Lorraine-Dietrich W o mocy 445 KM (330 kW) każdy. 
W 1935 roku powstała unowocześniona wersja samolotu oznaczona jako T.IVa wyposażona w mocniejsze silniki Wright Cyclone SR-1820-F2 o mocy 750 KM (565 kW) każdy, wyprodukowano również 12 samolotów tego typu. Zbudowano również 9 samolotów T.IV wyposażone w silniki Rolls-Royce Eagle przeznaczona dla Portugalii. Łącznie zbudowano 33 samoloty tego typu. 
W latach 1936 – 1937 wszystkie będące w służbie w lotnictwie holenderskim wodnosamoloty odmiany T.IV zostały zmodernizowane do wersji T.IVa.

## Użycie w lotnictwie
Wodnosamoloty T.IV od 1927 roku systematycznie były wprowadzane do lotnictwa Holenderskich Indii Wschodnich, gdzie służyły do patrolowania wybrzeża i dalekiego zwiadu. W chwili inwazji Japonii na Indie Wschodnie użyto ich również do zwalczania okrętów podwodnych. Wszystkie wodnosamoloty T.IV zostały zniszczone w czasie walk. 

## Opis konstrukcji
Wodnosamolot Fokker T.IV był górnopłatem o konstrukcji mieszanej. Płat był konstrukcji drewnianej, natomiast kadłub miał konstrukcję kratownicową spawaną z rur stalowych. Całość pokryta była sklejką. W kadłubie mieściło się otwarta kabina pilota i trzy otwarte stanowiska strzeleckie: na dziobie i na grzbiecie kadłuba oraz pod kadłubem. W wersji T.IVa kabiny zostały zakryte. Podwozie samolotu składało się z dwóch stałych pływaków wykonanych z duralu. Napęd samolotu stanowiły 2 silniki umieszczone w gondolach na skrzydłach. 
Uzbrojenie samolotu stanowiły 3 ruchome karabiny maszynowe umieszczone w stanowiskach strzeleckich oraz bomby lotnicze o łącznej masie 900 kg (w tym 4 bomby po 200 kg lub 18 bomb po 50 kg) umieszczone w komorze bombowej. Zamiast bomb samolot mógł również przenosić 1 torpedę.